# Список председателей Хабаровского крайисполкома
Ниже представлен Спи́сок председателей Хаба́ровского крайисполко́ма.
Исполнительный комитет Хабаровского краевого Совета образован в 1940 году на базе Организационного комитета Президиума Верховного Совета СССР по Хабаровскому краю, существовавшего с 20 октября 1938 года, когда Дальневосточный край был разделён на Хабаровский и Приморский. Решением 1-й сессии крайисполкома первым его председателем был избран Владимир Михайлович Истомин.
Последний председатель Хабаровского крайисполкома Валерий Вячеславович Литвинов. покинул свой пост 6 апреля 1992 года. После августовского путча реальная власть в крае перешла к председателю Хабаровского краевого Совета, а крайисполком был упразднён.
| #  | Имя                           | Фото        | Начало полномочий    | Окончание полномочий |
| -- | ----------------------------- | ----------- | -------------------- | -------------------- |
| 1  | Владимир Михайлович Истомин   |             | 13 января 1940 года  | 8 декабря 1942 года  |
| 2  | Григорий Фёдорович Аксёнов    |             | 8 декабря 1942 года  | 29 ноября 1945 года  |
| 3  | Фёдор Антонович Мамонов       |             | 29 ноября 1945 года  | 7 июля 1949 года     |
| 4  | Василий Иванович Иванов       |             | 7 июля 1949 года     | март 1953 года       |
| 5  | Фёдор Прокофьевич Котов       |             | март 1953 года       | 7 апреля 1953 года   |
| 6  | Аверкий Борисович Аристов     | А.Б.Аристов | 7 апреля 1953 года   | 19 января 1954 года  |
| 7  | Фёдор Прокофьевич Котов       |             | 7 апреля 1954 года   | 18 февраля 1960 года |
| 8  | Борис Иванович Дерюгин        |             | 18 февраля 1960 года | 4 мая 1962 года      |
| 9  | Алексей Клементьевич Чёрный   |             | 4 мая 1962 года      | 23 июля 1970 года    |
| 10 | Григорий Ефимович Подгаев     |             | 23 июля 1970 года    | 15 декабря 1981 года |
| 11 | Виктор Степанович Пастернак   |             | 15 декабря 1981 года | 8 апреля 1986 года   |
| 12 | Николай Николаевич Данилюк    |             | 8 апреля 1986 года   | 26 апреля 1990 года  |
| 13 | Валерий Вячеславович Литвинов |             | 26 апреля 1990 года  | 6 апреля 1992 года   |